# Penacova
Penacova község és település Portugáliában, Coimbra kerületben. A település területe 216,73 négyzetkilométer. Penacova lakossága 15251 fő volt a 2011-es adatok alapján. A településen a népsűrűség 70 fő/ négyzetkilométer. 
.

## Települései
A község a következő településeket foglalja magába, melyek:
- Carvalho
- Figueira de Lorvão
- Friúmes e Paradela
- Lorvão
- Oliveira do Mondego e Travanca do Mondego
- Penacova
- São Pedro de Alva e São Paio do Mondego
- Sazes do Lorvão

## Demográfia
| Penacova népességváltozásai (1801–2011) | Penacova népességváltozásai (1801–2011) | Penacova népességváltozásai (1801–2011) | Penacova népességváltozásai (1801–2011) | Penacova népességváltozásai (1801–2011) | Penacova népességváltozásai (1801–2011) | Penacova népességváltozásai (1801–2011) | Penacova népességváltozásai (1801–2011) | Penacova népességváltozásai (1801–2011) | Penacova népességváltozásai (1801–2011) |
| --------------------------------------- | --------------------------------------- | --------------------------------------- | --------------------------------------- | --------------------------------------- | --------------------------------------- | --------------------------------------- | --------------------------------------- | --------------------------------------- | --------------------------------------- |
| 1801                                    | 1849                                    | 1900                                    | 1930                                    | 1960                                    | 1981                                    | 1991                                    | 2001                                    | 2004                                    | 2011                                    |
| 8706                                    | 8593                                    | 18253                                   | 16964                                   | 18704                                   | 17351                                   | 16748                                   | 16725                                   | 16850                                   | 15251                                   |

## Fordítás
Ez a szócikk részben vagy egészben  a   Penacova című angol Wikipédia-szócikk ezen változatának fordításán alapul.  Az eredeti cikk szerkesztőit annak laptörténete sorolja fel. Ez a jelzés csupán a megfogalmazás eredetét és a szerzői jogokat jelzi, nem szolgál a cikkben szereplő információk forrásmegjelöléseként.